# L'element del crim
L'element del crim (títol original en anglès The Element of Crime, també en danès Forbrydelsens Element) és una pel·lícula experimental criminal neo-noir de 1984 coescrita i dirigida per Lars von Trier. És el primer llargmetratge dirigit per Trier i la primera de la trilogia Europa del director, succeïda per Epidemic (1987) i Europa (1991). Ha estat doblada al català.

## Trama
Un detectiu anomenat Fisher, que s'ha convertit en un expatriat que viu al El Caire, se sotmet a hipnosi per recordar el seu darrer cas. L'Europa del seu record oníric és una distòpia, fosca i en decadència. Fisher recorda haver perseguit un assassí evasiu anomenat "assassí de la Loto", que estrangulava i després mutilava noies joves que venien bitllets de loteria. Intenta localitzar l'assassí utilitzant els mètodes controvertits descrits en un llibre titulat L'element del crim, escrit pel seu mentor deshonrat, Osborne. A la seva recerca l'acompanya una prostituta anomenada Kim, que, resulta que ha tingut un fill del seu objectiu. La recerca de Fisher es basa en un informe escrit per Osborne quan intentava localitzar un assassí que havia estat assassinant de la mateixa manera que l' "assassí de la loto", però que, suposadament, ha mort des d'aleshores en un accident. El mètode Osborne requereix que el detectiu intenti identificar-se amb la ment de l'assassí. Això ho fa, però, en fer-ho, comença a comportar-se cada cop més com un assassí en sèrie.

## Repartiment
- Michael Elphick com a Fisher
- Esmond Knight com a Osborne
- Meme Lai com a Kim
- Jerold Wells com a Kramer
- Ahmed El Shenawi com a terapeuta
- Astrid Henning-Jensen com a mestressa
- János Herskó com a forense
- Stig Larsson com a assistent del forense
- Harry Harper i Roman Moszkowicz com a porters
- Lars von Trier com Schmuck of Ages
- Frederik Casby com a policia blanc
- Duc Addabayo com a policia negre
- Jon Bang Carlsen com a policia enfadat
- Leif Magnusson com a hoste de l'hotel
- Preben Lerdorff Rye com a avi
- Camilla Overbye Roos i Maria Behrendt com a noies de Lotto
- Mogens Rukov com a bibliotecari
- Gotha Andersen com a jutge

## Estil
La pel·lícula utilitza les convencions del cinema negre del metratge monocrom, la nit aparentment constant i la presència freqüent d'aigua, com la pluja i els rius. La pel·lícula està rodada gairebé íntegrament amb llum de sodi donant com a resultat imatges que recorden el to sèpia, encara que amb un groc més intens. Com que les làmpades de sodi produeixen llum només en uns quants pics d'emissió estrets, en lloc d'un ampli espectre, la pel·lícula té una aparença gairebé monocroma. La sèpia es contrasta ocasionalment amb blaus i vermells penetrants.
El món representat a la pel·lícula està semi abandonat. En moltes de les escenes es troben col·leccions desordenades d'objectes similars o idèntics, reforçant la sensació d'una societat en ruines. Alguns exemples són paper blanc, bombetes, munts de claus, tisores quirúrgiques, ampolles de vidre, segells de goma i llaunes de Coca-Cola.
El ritme lent de la pel·lícula, les imatges fosques i les imatges ocasionals del surrealisme li donen una qualitat onírica. A més, gran part del diàleg és contradictori. Un exemple és una conversa entre Fisher i la mestressa del seu mentor:
Fisher: Sempre és tan fosc com aquesta en aquesta època de l'any?
Housekeeper: Ja no hi ha estacions. Els darrers tres estius no han estat estius. El temps canvia tot el temps. No altera mai.
A l'obertura de la pel·lícula, una foto d'un ruc estirat d'esquena i després lluitant lentament per posar-se dempeus pot ser un homenatge a un pla similar a la d'  Andrei Rublev (pel·lícula) (1966) d'Andrei Tarkovsky. Trier ha declarat que és un admirador del treball de Tarkovsky.
| « | Em va inspirar molt Tarkovsky. No faré cap ossos sobre això. Vaig veure un fragment de Zérkalo a la televisió sueca una vegada, només un pla itinerant per aquella casa, i aquest va ser una d'aquelles experiències "jo serè condemnat". | » |

## Recepció crítica
L'element del crim va polaritzar la crítica a Cannes el 1984. L'agregador de ressenyes Rotten Tomatoes informa que el 77% dels crítics van donar a la pel·lícula una crítica positiva.

## Nominacions i premis
La pel·lícula va rebre diversos premis, inclosos els Premis Bodil i els Premis Robert el 1985 a la millor pel·lícula, i va ser nominada a la Palma d'Or al 37è Festival Internacional de Cinema de Canes.
| Organització                                            | Categoria                    | Receptors i nominats | Resultat  |
| ------------------------------------------------------- | ---------------------------- | -------------------- | --------- |
| Festival internacional de cinema fantàstic d'Avoriaz    | Grand Prix                   | Lars von Trier       | Nominat   |
| Festival Internacional de Cinema de Canes               | Technical Grand Prize        | Lars von Trier       | Guanyador |
| Festival Internacional de Cinema de Canes               | Palma d'Or                   | Lars von Trier       | Nominat   |
| Premis Bodil                                            | Millor pel·lícula            | Lars von Trier       | Guanyador |
| Fantasporto                                             | Premi al millor Director     | Lars von Trier       | Guanyador |
| Fantasporto                                             | Premi a la millor pel·lícula | Lars von Trier       | Nominat   |
| Festival Internacional de Cinema de Mannheim-Heidelberg | Premi Josef von Sternberg    | Lars von Trier       | Guanyador |
| Premis Robert                                           | Millor fotografia            | Tom Elling           | Guanyador |
| Premis Robert                                           | Millor vestuari              | Manon Rasmussen      | Guanyador |
| Premis Robert                                           | Millor muntatge              | Tómas Gislason       | Guanyador |
| Premis Robert                                           | Millor pel·lícula            | Lars von Trier       | Guanyador |
| Premis Robert                                           | Millor disseny de producció  | Peter Høimark        | Guanyador |
| Premis Robert                                           | Millor so                    | Morten Degnbol       | Guanyador |
| Premis Robert                                           | Millors efectes especials    | Peter Høimark        | Guanyador |
| Premi Vulcan                                            | Gran Premi Tècnic            | Lars von Trier       | Guanyador |

## Mitjans domèstics
L'element del crim ha estat llançat en DVD a Amèrica del Nord per la Criterion Collection. A Europa, un DVD remasteritzat digitalment està disponible com a part de la caixa Lars von Trier's Europe Trilogy – Hypnotic Edition.